# Triathlon aux Jeux européens de 2015
Navigation
Édition suivante
Le triathlon aux Jeux européens de 2015 a lieu à Bakou, en Azerbaïdjan. Deux épreuves sont au programme les 13 et 14 juin pour les courses féminines et masculines.

## Médaillés
| Event  | Or            | Argent        | Bronze            |
| ------ | ------------- | ------------- | ----------------- |
| Hommes | Gordon Benson | João Silva    | Rostyslav Pevtsov |
| Femmes | Nicola Spirig | Rachel Klamer | Lisa Nordén       |

## Tableau des médailles
| Rang  | Nation      | Or | Argent | Bronze | Total |
| ----- | ----------- | -- | ------ | ------ | ----- |
| 1     | Suisse      | 1  |        |        | 1     |
| -     | Royaume-Uni | 1  |        |        | 1     |
| 2     | Pays-Bas    |    | 1      |        | 1     |
| -     | Portugal    |    | 1      |        | 1     |
| 3     | Suède       |    |        | 1      | 1     |
| -     | Azerbaïdjan |    |        | 1      | 1     |
| Total | Total       | 2  | 2      | 2      | 6     |

## Résultats complets
Les tableaux présentent les résultats complets des épreuves féminines et masculines.
| Position           | Athlète                | Nation      | Temps           | écart      |
| ------------------ | ---------------------- | ----------- | --------------- | ---------- |
| Médaille d'or      | Nicola Spirig          | Suisse      | 2 h 0 min 28 s  | /          |
| Médaille d'argent  | Rachel Klamer          | Pays-Bas    | 2 h 1 min 44 s  | 1 min 16 s |
| Médaille de bronze | Lisa Nordén            | Suède       | 2 h 1 min 46 s  | 1 min 18 s |
| 4                  | Yuliya Yelistratova    | Ukraine     | 2 h 3 min 11 s  | 2 min 43 s |
| 5                  | Tamara Gómez Garrido   | Espagne     | 2 h 3 min 27 s  | 2 min 59 s |
| 6                  | Aileen Reid            | Irlande     | 2 h 3 min 58 s  | 3 min 30 s |
| 7                  | Alexandra Razarenova   | Russie      | 2 h 4 min 0 s   | 3 min 32 s |
| 8                  | Claire Michel          | Belgique    | 2 h 4 min 10 s  | 3 min 42 s |
| 9                  | Agnieszka Jerzyk       | Pologne     | 2 h 4 min 27 s  | 3 min 59 s |
| 10                 | Maria Cześnik          | Pologne     | 2 h 4 min 33 s  | 4 min 5 s  |
| 11                 | Margot Garabedian      | France      | 2 h 4 min 41 s  | 4 min 13 s |
| 12                 | Maaike Caelers         | Pays-Bas    | 2 h 4 min 46 s  |            |
| 13                 | Miriam Casillas García | Espagne     | 2 h 4 min 49 s  |            |
| 14                 | Elena Danilova         | Russie      | 2 h 5 min 20 s  |            |
| 15                 | Heather Sellars        | Royaume-Uni | 2 h 5 min 27 s  |            |
| 16                 | Anastasia Abrosimova   | Russie      | 2 h 5 min 47 s  |            |
| 17                 | Kseniia Levkovska      | Azerbaïdjan | 2 h 5 min 47 s  |            |
| 18                 | Paulina Kotfica        | Pologne     | 2 h 5 min 48 s  |            |
| 19                 | Inna Ryzhykh           | Ukraine     | 2 h 6 min 34 s  |            |
| 20                 | Lotte Miller           | Norvège     | 2 h 6 min 39 s  |            |
| 21                 | Petra Kuříková         | Tchéquie    | 2 h 6 min 55 s  |            |
| 22                 | Sofie Hooghe           | Belgique    | 2 h 7 min 26 s  |            |
| 23                 | Lisa Sieburger         | Allemagne   | 2 h 7 min 35 s  |            |
| 24                 | Charlotte Deldaele     | Belgique    | 2 h 7 min 42 s  |            |
| 25                 | Melanie Santos         | Portugal    | 2 h 8 min 11 s  |            |
| 26                 | Oleksandra Stepanenko  | Ukraine     | 2 h 8 min 33 s  |            |
| 27                 | Elena Petrini          | Italie      | 2 h 8 min 39 s  |            |
| 28                 | Kaidi Kivioja          | Estonie     | 2 h 8 min 55 s  |            |
| 29                 | Alessia Orla           | Italie      | 2 h 10 min 2 s  |            |
| 30                 | Jitka Šimáková         | Tchéquie    | 2 h 10 min 21 s |            |
| 31                 | Zsanett Horváth        | Hongrie     | 2 h 10 min 39 s |            |
| 32                 | Eva Skaza              | Slovénie    | 2 h 12 min 27 s |            |
| 33                 | Romana Gajdošová       | Slovaquie   | 2 h 14 min 44 s |            |
| 34                 | Sonja Skevin           | Croatie     | 2 h 15 min 44 s |            |
| 35                 | Ivana Kuriačková       | Slovaquie   | 2 h 16 min 18 s |            |
| 36                 | Antoanela Manac        | Roumanie    | 2 h 19 min 14 s |            |
| 37                 | Danica Bonello Spiteri | Malte       | 2 h 19 min 27 s |            |
| 38                 | Avital Gez             | Israël      | 2 h 20 min 20 s |            |
| DNF                | Léonie Périault        | France      |                 |            |
| DNF                | Ece Bakici             | Turquie     |                 |            |
| LAP                | Theresa Moser          | Autriche    |                 |            |
| LAP                | Dóra Mester            | Hongrie     |                 |            |
| LAP                | Hrista Stoyneva        | Bulgarie    |                 |            |
| LAP                | Ana Ramos              | Portugal    |                 |            |
| LAP                | Ipek Oztosun           | Turquie     |                 |            |
| LAP                | Deniz Dimaki           | Grèce       |                 |            |
| DNF                | Hannah Pace            | Malte       |                 |            |

| Position           | Athlète                | Nation      | Temps           | écart      |
| ------------------ | ---------------------- | ----------- | --------------- | ---------- |
| Médaille d'or      | Gordon Benson          | Royaume-Uni | 1 h 48 min 31 s | /          |
| Médaille d'argent  | João Silva             | Portugal    | 1 h 48 min 42 s | 11 s       |
| Médaille de bronze | Rostislav Pevtsov      | Azerbaïdjan | 1 h 49 min 4 s  | 34 s       |
| 4                  | Aleksandr Latin        | Estonie     | 1 h 49 min 21 s | 50 s       |
| 5                  | Richard Varga          | Slovaquie   | 1 h 49 min 32 s | 1 min 1 s  |
| 6                  | Jonas Schomburg        | Turquie     | 1 h 49 min 34 s | 1 min 3 s  |
| 7                  | Alexander Bryukhankov  | Russie      | 1 h 49 min 42 s | 1 min 11 s |
| 8                  | João Pereira           | Portugal    | 1 h 49 min 46 s | 1 min 15 s |
| 9                  | Andrea Salvisberg      | Suisse      | 1 h 50 min 7 s  | 1 min 36 s |
| 10                 | Yegor Martynenko       | Ukraine     | 1 h 50 min 11 s | 1 min 40 s |
| 11                 | Fernando Alarza        | Espagne     | 1 h 50 min 29 s | 1 min 58 s |
| 12                 | Delian Stateff         | Italie      | 1 h 50 min 31 s | 2 min 0 s  |
| 13                 | Léo Bergère            | France      | 1 h 50 min 37 s | 2 min 6 s  |
| 14                 | Kristian Blummenfelt   | Norvège     | 1 h 50 min 43 s | 2 min 12 s |
| 15                 | Oleksiy Syutkin        | Ukraine     | 1 h 50 min 58 s | 2 min 27 s |
| 16                 | Thomas Bishop          | Royaume-Uni | 1 h 51 min 0 s  | 2 min 29 s |
| 17                 | Francesc Godoy         | Espagne     | 1 h 51 min 23 s | 2 min 52 s |
| 18                 | Ognjen Stojanović      | Serbie      | 1 h 51 min 29 s | 2 min 58 s |
| 19                 | Riccardo De Palma      | Italie      | 1 h 51 min 40 s |            |
| 20                 | Bob Haller             | Luxembourg  | 1 h 51 min 43 s |            |
| 21                 | Aliaksandr Vasilevich  | Biélorussie | 1 h 51 min 46 s |            |
| 22                 | František Linduška     | Tchéquie    | 1 h 52 min 1 s  |            |
| 23                 | Lucas Jacolin          | France      | 1 h 52 min 13 s |            |
| 24                 | David Castro Fajardo   | Espagne     | 1 h 52 min 38 s |            |
| 25                 | Matthias Steinwandter  | Italie      | 1 h 52 min 48 s |            |
| 26                 | Jonas Breinlinger      | Allemagne   | 1 h 52 min 55 s |            |
| 27                 | Mateusz Rak            | Pologne     | 1 h 53 min 24 s |            |
| 28                 | Ivan Ivanov            | Ukraine     | 1 h 53 min 31 s |            |
| 29                 | Domen Dornik           | Slovénie    | 1 h 53 min 37 s |            |
| 30                 | Peter Denteneer        | Belgique    | 1 h 53 min 45 s |            |
| 31                 | Casper Stenderup Korch | Danemark    | 1 h 53 min 47 s |            |
| 32                 | Gábor Faldum           | Hongrie     | 1 h 53 min 57 s |            |
| 33                 | Tomáš Svoboda          | Tchéquie    | 1 h 54 min 8 s  |            |
| 34                 | Pedro Palma            | Portugal    | 1 h 54 min 13 s |            |
| 35                 | Amitai Yonah           | Israël      | 1 h 54 min 25 s |            |
| 36                 | Russell White          | Irlande     | 1 h 54 min 41 s |            |
| 37                 | Shachar Sagiv          | Israël      | 1 h 55 min 18 s |            |
| 38                 | Igor Polyanskiy        | Russie      | 1 h 55 min 35 s |            |
| 39                 | František Kubinek      | Tchéquie    | 1 h 56 min 55 s |            |
| 40                 | Bence Bicsák           | Hongrie     | 1 h 57 min 26 s |            |
| 41                 | Milosz Sowinski        | Pologne     | 1 h 57 min 36 s |            |
| 42                 | László Tarnai          | Hongrie     | 1 h 57 min 54 s |            |
| 43                 | Matija Lukina          | Croatie     | 1 h 58 min 16 s |            |
| 44                 | Lukáš Šiška            | Tchéquie    | 2 h 0 min 57 s  |            |
| 45                 | Grigoris Souvatzoglou  | Grèce       | 2 h 1 min 45 s  |            |
| 46                 | Philip Graves          | Royaume-Uni | 2 h 3 min 46 s  |            |
| DNF                | James Chronis          | Grèce       |                 |            |
| DNF                | Gustav Iden            | Norvège     |                 |            |
| DNF                | Dmitry Polyanskiy      | Russie      |                 |            |
| DNF                | Aaron O'brien          | Irlande     |                 |            |
| DNF                | Alexander Iatcenko     | Azerbaïdjan |                 |            |
| DNF                | Andrejs Dmitrijevs     | Lettonie    |                 |            |
| LAP                | Matija Krivec          | Croatie     |                 |            |
| LAP                | Keith Galea            | Malte       |                 |            |
| LAP                | Ciprian Balanescu      | Roumanie    |                 |            |
| LAP                | Tautvydas Kopūstas     | Lituanie    |                 |            |
| DNF                | Emil Stoynev           | Bulgarie    |                 |            |